# Lalanne-Arqué
 Lalanne-Arqué  là một xã thuộc tỉnh Gers trong vùng Occitanie tây nam nước Pháp. Xã này có độ cao trung bình 340 mét trên mực nước biển.